# Tlalocohyla picta
Tlalocohyla picta és una espècie de granota que es troba a Belize, Guatemala, Hondures i Mèxic.